# Acácio de Melitene

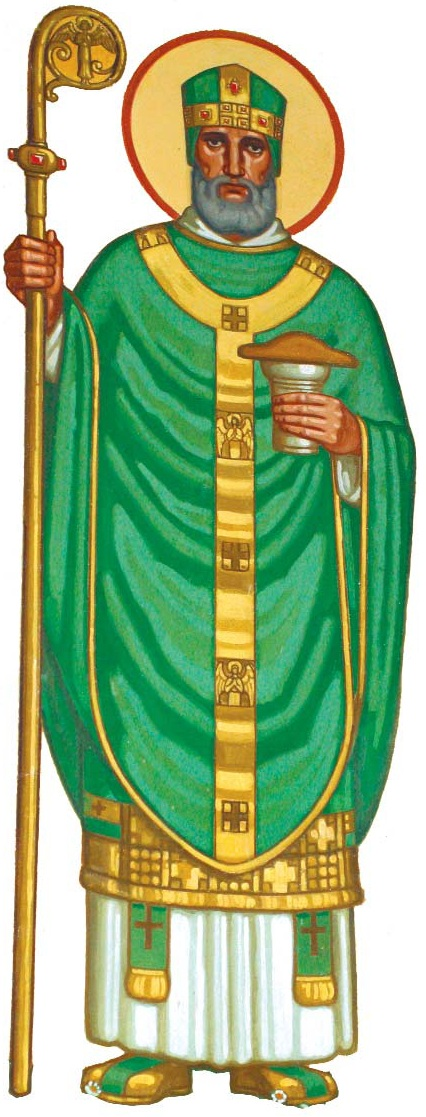

Santo Acácio de Melitene (em latim: Acacius) foi um bispo de Melitene no século III.

## Vida e obras
Ele viveu no tempo das perseguições aos cristãos do imperador Décio e, embora seja certo que ele fora convocado pelo tribunal de Marciano a dar um testemunho de sua fé, não há certeza de que ele tenha morrido nelas. Ele foi de fato condenado à morte, mas o imperador o liberou da prisão após ele ter sofrido consideravelmente. Ele era famoso pelo esplendor de seus ensinamentos doutrinários e pelos milagres que realizava.

## Identidade
Há um outro Aácio, mais jovem, também um bispo de Melitene, e que apareceu muito durante do Concílio de Éfeso (431), mas não é certo que ele esteja listado entre os santos.